# Pan de tramontana

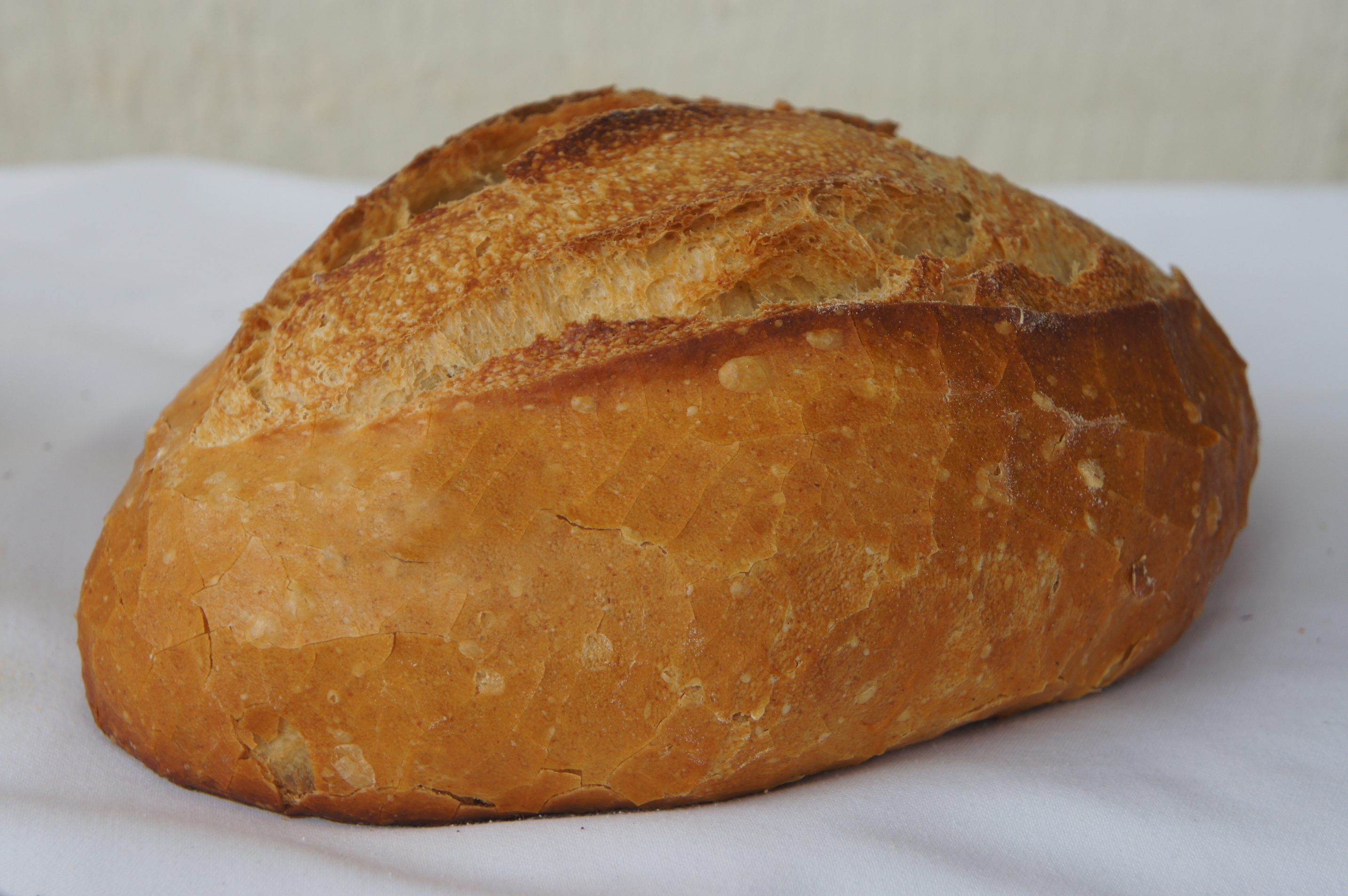
Pan de tramontana

El pan de tramontana (en catalán, pa de tramuntana) es una variedad de pan artesanal con origen en la provincia de Gerona, España. Por formato, se considera un chusco, es decir, de forma alargada y ovalada y tamaño mediano a grande (400 g). Se caracteriza por una corteza muy tostada y una miga de sabor complejo y ligeramente ácido. Fue desarrollado entre 2008 y 2011 por panaderos gerundenses para promover la producción artesanal con cultivo local y sostenible. Recibe su nombre de la tramontana, un fuerte viento Norte-Sur que caracteriza esta área litoral.

## Origen
Este pan fue lanzado a la venta por primera vez en octubre de 2011, tras tres años de investigación en los que se recuperaron dos variedades antiguas de trigo, la Anza y la Florence Aurora, las cuales se perdieron entre los años 1960 y 1970 debido a la industrialización de los campos de trigo españoles. Con la coordinación general de Òscar Palou i Teixidor, el proyecto «Pan de Tramontana» fue desarrollado por la Cooperativa Agrícola de Castellón de Ampurias, presidida por Joan Dalmau, a petición del Gremio de Panaderos de las Comarcas Gerundenses (Flequers Artesans de les Comarques Gironines), presidido por Robert Figueras. Las semillas de Anza y Florence Aurora se obtuvieron del banco de semillas Triticatum y del Banco de Germoplasma de Madrid. El estudio agronómico de éstas fue llevado a cabo por Fundación Mas Badia (centro consorciado con el IRTA). El cultivo tiene como objetivo el mínimo impacto ambiental y la prescindencia de químicos agrícolas. La harina resultante contiene un 75% de Anza y 25% de Florence Aurora. El pan fue presentado por primera vez en la edición de 2011 de la Feria del Pan de Castellón de Ampurias.
El proyecto recibió el apoyo público de dos departamentos de la Generalidad de Cataluña: el de Acción Climática, Alimentación y Agenda Rural y el de Empresa y Trabajo, mientras que su promoción cultural se ha dado desde el Ayuntamiento de Castellón de Ampurias y el Ecomuseo-Harinera de Castellón de Ampurias, entre otros.
El trigo se cultiva de forma ecológica en el Parque natural de las Marismas del Ampurdán y se distribuyen entre los panaderos locales sin intermediarios.

## Elaboración
Este pan se elabora exclusivamente por procedimientos artesanales. Se amasan los ingredientes y luego se deja reposar en bloque. Seguidamente, se le da la forma y se deja fermentar por segunda vez. Se coloca sobre la masa una etiqueta hecha de pan de ángel (oblea) en la que pone escrito su nombre, ‘Pa de la Tramuntana’, y se mete en el horno de piedra a 200 °C.